# Sapromyza septemnotata
Sapromyza septemnotata är en tvåvingeart som beskrevs av Mitsuhiro Sasakawa 2001. Sapromyza septemnotata ingår i släktet Sapromyza och familjen lövflugor. Inga underarter finns listade i Catalogue of Life.